# Championnat d'Europe de patinage artistique 1912
Navigation
Édition précédente Édition suivante
Le championnat d'Europe de patinage artistique 1912 a lieu du 10 au 11 février 1912 à Stockholm en Suède.

## Podium
| Épreuves                      | Or            | Argent        | Bronze         |
| ----------------------------- | ------------- | ------------- | -------------- |
| Messieurs résultats détaillés | Gösta Sandahl | Ivan Malinine | Martin Stixrud |

## Tableau des médailles
| Rang  | Nation  | Or | Argent | Bronze | Total |
| ----- | ------- | -- | ------ | ------ | ----- |
| 1     | Suède   | 1  | 0      | 0      | 1     |
| 2     | Russie  | 0  | 1      | 0      | 1     |
| 3     | Norvège | 0  | 0      | 1      | 1     |
| Total | Total   | 1  | 1      | 1      | 3     |

## Détails de la compétition Messieurs
| Rang | Nom            | Nation  | Places | Points | Fig. impo. | Prog. libre |
| ---- | -------------- | ------- | ------ | ------ | ---------- | ----------- |
| 1    | Gösta Sandahl  | Suède   | 6      |        |            |             |
| 2    | Ivan Malinine  | Russie  | 9      |        |            |             |
| 3    | Martin Stixrud | Norvège | 15     |        |            |             |